# Nygård
För andra betydelser, se Nygård (olika betydelser).
Nygård är en tätort och före detta stationssamhälle i Lilla Edets kommun, cirka 45 kilometer nordost om Göteborg.

## Historia
Bergslagernas Järnvägar öppnade 1877 en hållplats i Nygård vid nuvarande Norge/Vänerbanan som 1881 byggdes ut till en station. Persontrafiken lades ned 1970.

### Befolkningsutveckling
| Befolkningsutvecklingen i Nygård 1990–2020 | Befolkningsutvecklingen i Nygård 1990–2020 | Befolkningsutvecklingen i Nygård 1990–2020 | Befolkningsutvecklingen i Nygård 1990–2020 | Befolkningsutvecklingen i Nygård 1990–2020 |
| ------------------------------------------ | ------------------------------------------ | ------------------------------------------ | ------------------------------------------ | ------------------------------------------ |
|                                            |                                            |                                            |                                            |                                            |
| År                                         |                                            |                                            | Folkmängd                                  | Areal (ha)                                 |
| 1990                                       | 1990                                       |                                            | 403                                        | 64                                         |
| 1995                                       | 1995                                       |                                            | 449                                        | 66                                         |
| 2000                                       | 2000                                       |                                            | 463                                        | 66                                         |
| 2005                                       | 2005                                       |                                            | 436                                        | 67                                         |
| 2010                                       | 2010                                       |                                            | 419                                        | 67                                         |
| 2015                                       | 2015                                       |                                            | 490                                        | 102                                        |
| 2020                                       | 2020                                       |                                            | 575                                        | 143                                        |
| Anm.: Ny tätort 1990                       |                                            |                                            |                                            |                                            |

## Näringsliv
Electrolux har en fabrik i Nygård där man tillverkar filter och påsar för dammsugare. Antalet anställda är cirka 30.[källa behövs]